# Sweet Action
Sweet Action è il secondo EP del rapper statunitense Jack Harlow, pubblicato il 13 marzo 2020 dalla Generation Now e Atlantic.

## Tracce
1. Whats Poppin – 2:19
2. 2Stylish – 2:22
3. I Wanna See Some Ass (feat. Jetsonmade) – 2:05
4. Smells like Incense – 2:24
5. Out Front – 2:58
6. Hey Big Head – 2:01
7. Once May Comes – 2:26

## Classifiche

### Classifiche settimanali
| Classifica (2020) | Posizione massima |
| ----------------- | ----------------- |
| Canada            | 15                |
| Lituania          | 96                |
| Stati Uniti       | 20                |

### Classifiche di fine anno
| Classifica (2020) | Posizione |
| ----------------- | --------- |
| Stati Uniti       | 99        |